# Nogometni Klub Interblock Ljubljana
L'NK Interblock Ljubljana (nome completo ufficiale Nogometni Klub Interblock Ljubljana), chiamato comunemente Interblock Lubiana, è una società calcistica slovena con sede nella città di Lubiana. Nella stagione 2010/11 milita nella Druga slovenska nogometna liga, la seconda divisione nazionale.
Nata nel 1971 come NK Factor, al termine della stagione 2006-2007 è stato adottato il nome attuale e i colori sociali sono stati modificati passando dall'azzurro al rossonero. Il club è oggi soprannominato Il Diavolo e anche il logo è stato modificato a seguito del cambiamento della compagine societaria.
Nel 2008 ha vinto il primo trofeo della propria storia, la Coppa di Slovenia, battendo il finale il Maribor e acquisendo, in tal modo, il diritto a partecipare per la prima volta a una coppa europea (Coppa UEFA 2008-2009).
Sempre nel 2008 si è aggiudicata la sua prima Supercoppa di Slovenia contro il Domžale vincitore del campionato. Nel 2009 si è aggiudicata per la seconda volta consecutiva la coppa nazionale.

## Rose delle stagioni precedenti
- 2011-2012

## Palmarès

### Competizioni nazionali
- Coppa di Slovenia: 2

2007-2008, 2008-2009
- Supercoppa di Slovenia: 1

2008

### Altri piazzamenti
- Coppa di Slovenia:

Semifinalista: 2010-2011
- Supercoppa di Slovenia:

Finalista: 2009
- Druga slovenska nogometna liga:

Secondo posto: 2010-2011

## Statistiche e record

### Statistiche nelle competizioni UEFA
Tabella aggiornata alla fine della stagione 2018-2019.
| Competizione                  | Partecipazioni | G | V | N | P | RF | RS |
| ----------------------------- | -------------- | - | - | - | - | -- | -- |
| Coppa UEFA/UEFA Europa League | 1              | 6 | 1 | 1 | 4 | 2  | 9  |